# 1971年ウィンブルドン選手権
1971年 ウィンブルドン選手権（1971ねんウィンブルドンせんしゅけん、The Championships, Wimbledon 1971）は、イギリス・ロンドン郊外にある「オールイングランド・ローンテニス・アンド・クローケー・クラブ」にて、1971年6月21日から7月3日にかけて開催された。

## 大会の流れ
- 男子シングルスは「128名」の選手による通常の7回戦制で行われた。シード選手は8名。
- 女子シングルスは「96名」の選手による7回戦制で行われ、32名の選手は「1回戦不戦勝」（抽選表では“Bye”と表示）があった。シード選手は8名。シード選手でも、1回戦から出場した人と、2回戦から登場した人がいる。2回戦から登場した選手が初戦敗退の場合は「2回戦＝初戦」と表記する。

## シード選手

### 男子シングルス
1. ロッド・レーバー　（ベスト8）
2. ジョン・ニューカム　（優勝、2年連続3度目）
3. ケン・ローズウォール　（ベスト4）
4. スタン・スミス　（準優勝）
5. アーサー・アッシュ　（3回戦）
6. クリフ・リッチー　（ベスト8）
7. イリ・ナスターゼ　（2回戦）
8. クリフ・ドリスデール　（1回戦）

### 女子シングルス
1. マーガレット・スミス・コート　（準優勝）
2. ビリー・ジーン・キング　（ベスト4）
3. イボンヌ・グーラゴング　（初優勝）
4. ロージー・カザルス　（2回戦）
5. バージニア・ウェード　（4回戦）
6. ナンシー・グンター　（ベスト8）
7. フランソワーズ・デュール　（ベスト8）
8. ヘルガ・マストホフ　（3回戦）

## 大会経過

### 男子シングルス
準々決勝
- トム・ゴーマン vs.  ロッド・レーバー　9-7, 8-6, 6-3
- スタン・スミス vs.  オニー・パルン　8-6, 6-3, 6-4
- ケン・ローズウォール vs.  クリフ・リッチー　6-8, 5-7, 6-4, 9-7, 7-5
- ジョン・ニューカム vs.  コリン・ディブリー　6-1, 6-2, 6-3

準決勝
- スタン・スミス vs.  トム・ゴーマン　6-3, 8-6, 6-2
- ジョン・ニューカム vs.  ケン・ローズウォール　6-1, 6-1, 6-3

### 女子シングルス
準々決勝
- マーガレット・スミス・コート vs.  ウィニー・ショー　6-2, 6-1
- ジュディ・テガート・ドールトン vs.  ケリー・メルビル　6-2, 3-6, 6-3
- イボンヌ・グーラゴング vs.  ナンシー・グンター　6-3, 6-2
- ビリー・ジーン・キング vs.  フランソワーズ・デュール　2-6, 6-2, 6-2

準決勝
- マーガレット・スミス・コート vs.  ジュディ・テガート・ドールトン　4-6, 6-1, 6-0
- イボンヌ・グーラゴング vs.  ビリー・ジーン・キング　6-4, 6-4

## 決勝戦の結果
男子シングルス
- ジョン・ニューカム vs.  スタン・スミス　6-3, 5-7, 2-6, 6-4, 6-4

女子シングルス
- イボンヌ・グーラゴング vs.  マーガレット・スミス・コート　6-4, 6-1

男子ダブルス
- ロッド・レーバー＆ ロイ・エマーソン vs.  アーサー・アッシュ＆ デニス・ラルストン　4-6, 9-7, 6-8, 6-4, 6-4

女子ダブルス
- ビリー・ジーン・キング＆ ロージー・カザルス vs.  マーガレット・スミス・コート＆ イボンヌ・グーラゴング　6-3, 6-2

混合ダブルス
- オーウェン・デビッドソン＆ ビリー・ジーン・キング vs.  マーティー・リーセン＆ マーガレット・スミス・コート　3-6, 6-2, 15-13